# Cachoeira da Pirapora
As Cachoeiras da Pirapora são quedas de água situadas no município de Viçosa do Ceará, Estado do Ceará, no Brasil.
Estão localizadas no declive da Serra da Ibiapaba em direção a oeste, no Rio Pirangi, um dos afluentes do Rio Parnaíba. Ficam a cerca de 25,5 km da cidade de Viçosa do Ceará, Estado do Ceará, e a 313 km de Fortaleza, a capital do Ceará bem próximo a divisa com o Piauí. São uma conjunto de quedas d'águas formando quatro cachoeiras em escala crescente, sendo a última e maior, a Cachoeira do Engenho Velho, possuindo cerca de 30 metros de altura. A segunda maior é Cachoeira do Pinga que é a terceira queda d'água com cerca de 15 metros de altura e 30 metros de largura.
Dados criveis junto ao Instituto Brasileiro de Geografia e Estatística - IBGE e Decreto Geral nº 3.012, de 22 de novembro de 1880.

## Etimologia
Seu nome tem origem tupi e significa "Salto do peixe", através da junção dos termos pirá ("peixe") e pora ("Salto"). O nome é uma referência ao fato de, no período da desova dos peixes, eles saltarem sobre a água para vencer as corredeiras do rio e, desse modo, poderem alcançar a cabeceira dos rios, que são locais mais propícios à desova.